# Welsikon
Welsikon är en ort i kommunen Dinhard i kantonen Zürich, Schweiz. I orten ligger järnvägsstationen Dinhard. 